# Kamerunische Luftstreitkräfte
Die Kamerunische Luftstreitkräfte (französisch Armée de l’Air du Cameroun, abgekürzt AAC; englisch Cameroon Air Force) ist die Luftstreitmacht der Streitkräfte der Republik Kamerun.

## Geschichte
Die kamerunischen Luftstreitkräfte wurden am 1. Januar 1961, noch unter dem Namen Escadrille Nationale und mit einem Bestand von drei Luftfahrzeugen, aufgestellt. Die Bezeichnung Armée de l’Air du Cameroun erhielt sie erst 1966.
1973 übernahm erstmals ein kamerunischer Offizier das Kommando über die Luftstreitkräfte, zuvor war ein französischer Soldat für diese Verwendung abkommandiert worden.
Derzeit führen die kamerunische Luftstreitkräfte hauptsächlich Einsätze gegen die islamistische Terrorgruppe Boko Haram durch, wobei die Anstrengungen im Mai 2014 deutlich erhöht wurden und die Flotte zur Versorgung der im Norden des Landes und im Grenzgebiet zu Nigeria sowie dem Tschad gebundenen Einheiten eingesetzt wird.

## Stützpunkte
Die Luftstreitkräfte Kameruns dislozieren sich auf sechs Standorte im ganzen Land: Yaoundé (Base aérienne [BA] 101), Bertoua (BA 102), Douala (BA 201), Bamenda (BA 202) und Garoua (BA 301). Auf dem Stützpunkt in Ngaoundéré sind keine Verbände fest stationiert.

## Luftfahrzeuge
Die Kamerunische Luftstreitkräfte verfügen über folgende Flugzeug- und Hubschraubertypen (Stand Ende 2021):
| Flugzeug                       | Foto                           | Herkunft                          | Verwendung                     | Version                        | Aktiv                          | Bestellt                       | Anmerkungen                    |
| Flugzeuge für Spezialmissionen | Flugzeuge für Spezialmissionen | Flugzeuge für Spezialmissionen    | Flugzeuge für Spezialmissionen | Flugzeuge für Spezialmissionen | Flugzeuge für Spezialmissionen | Flugzeuge für Spezialmissionen | Flugzeuge für Spezialmissionen |
| ------------------------------ | ------------------------------ | --------------------------------- | ------------------------------ | ------------------------------ | ------------------------------ | ------------------------------ | ------------------------------ |
| Cessna 208 Caravan             |                                | Vereinigte Staaten                | Aufklärungsflugzeug            |                                | 2                              |                                |                                |
| Transportflugzeuge             |                                |                                   |                                |                                |                                |                                |                                |
| Lockheed Martin C-130 Hercules |                                | Vereinigte Staaten                | Transportflugzeug              | C-130H                         | 3                              |                                |                                |
| Cessna 208 Caravan             |                                | Vereinigte Staaten                | Transportflugzeug              |                                | 1                              |                                |                                |
| CASA CN-235                    |                                | Spanien                           | Transportflugzeug              |                                | 1                              |                                |                                |
| Xi’an MA60                     |                                | Volksrepublik China               | Transportflugzeug              |                                | 1                              |                                |                                |
| Geschäftsreiseflugzeuge        |                                |                                   |                                |                                |                                |                                |                                |
| Gulfstream III                 |                                | Vereinigte Staaten                | Geschäftsreiseflugzeug         |                                | 1                              |                                | [ 1 ]                          |
| Schulflugzeuge                 |                                |                                   |                                |                                |                                |                                |                                |
| Alpha Jet                      |                                | Deutschland Frankreich            | Schulflugzeug                  |                                | 6                              |                                |                                |
| Hubschrauber                   |                                |                                   |                                |                                |                                |                                |                                |
| AgustaWestland AW109           |                                | Italien                           | Mehrzweckhubschrauber          |                                | 4                              |                                |                                |
| Bell 206                       |                                | Vereinigte Staaten                | Mehrzweckhubschrauber          |                                | 1                              |                                |                                |
| Bell 412                       |                                | Vereinigte Staaten                | Mehrzweckhubschrauber          |                                | 1                              |                                |                                |
| Mil Mi-8                       |                                | Sowjetunion                       | Mehrzweckhubschrauber          | Mi-17                          | 5                              |                                |                                |
| Alouette II                    |                                | Frankreich                        | Mehrzweckhubschrauber          |                                | 1                              |                                |                                |
| SA 330 Puma                    |                                | Frankreich Vereinigtes Königreich | Transporthubschrauber          |                                | 2                              |                                |                                |
| Harbin Z-9                     |                                | Volksrepublik China               | Mehrzweckhubschrauber          |                                | 3                              |                                |                                |